# مارشا ايفينز
مارشا ايفينز (بالإنجليزية: Marsha Ivins)‏ (و. 1951 – م) هي رائدة فضاء، ومهندسة من الولايات المتحدة الأمريكية . ولدت في بالتيمور، ماريلاند .

## ريادة الفضاء
شاركت في المهمات الفضائية:
- STS-32
- STS-81
- STS-62
- STS-46
- STS-98.

## روابط خارجية
- مارشا ايفينز على موقع IMDb (الإنجليزية)